# Aphelinoidea painei
Aphelinoidea painei är en stekelart som beskrevs av Girault 1912. Aphelinoidea painei ingår i släktet Aphelinoidea och familjen hårstrimsteklar. Inga underarter finns listade i Catalogue of Life.